# Groupe Bel (IMOCA)

Groupe Bel est un voilier monocoque de course au large appartenant à la classe des 60 pieds IMOCA. Mis à l'eau le 22 septembre 2007, il fait partie de la première génération de 60 pieds dessinés par Guillaume Verdier et VPLP, avec Safran. Il est skippé jusqu'en 2013 par Kito de Pavant (Groupe Bel), puis brièvement par Armel Tripon (Imagine, puis For Humble Heroes) en 2014, par Thomas Ruyant (Le Souffle du Nord pour Le Projet Imagine) entre 2015 et 2017, par Joan Mulloy (Kilcullen Team Ireland) en 2018, par Maxime Sorel (V and B-Mayenne) de 2019 à 2021 et par Conrad Colman (Imagine, puis Mail Boxes Etc., puis MS Amlin) depuis 2022.

## Historique

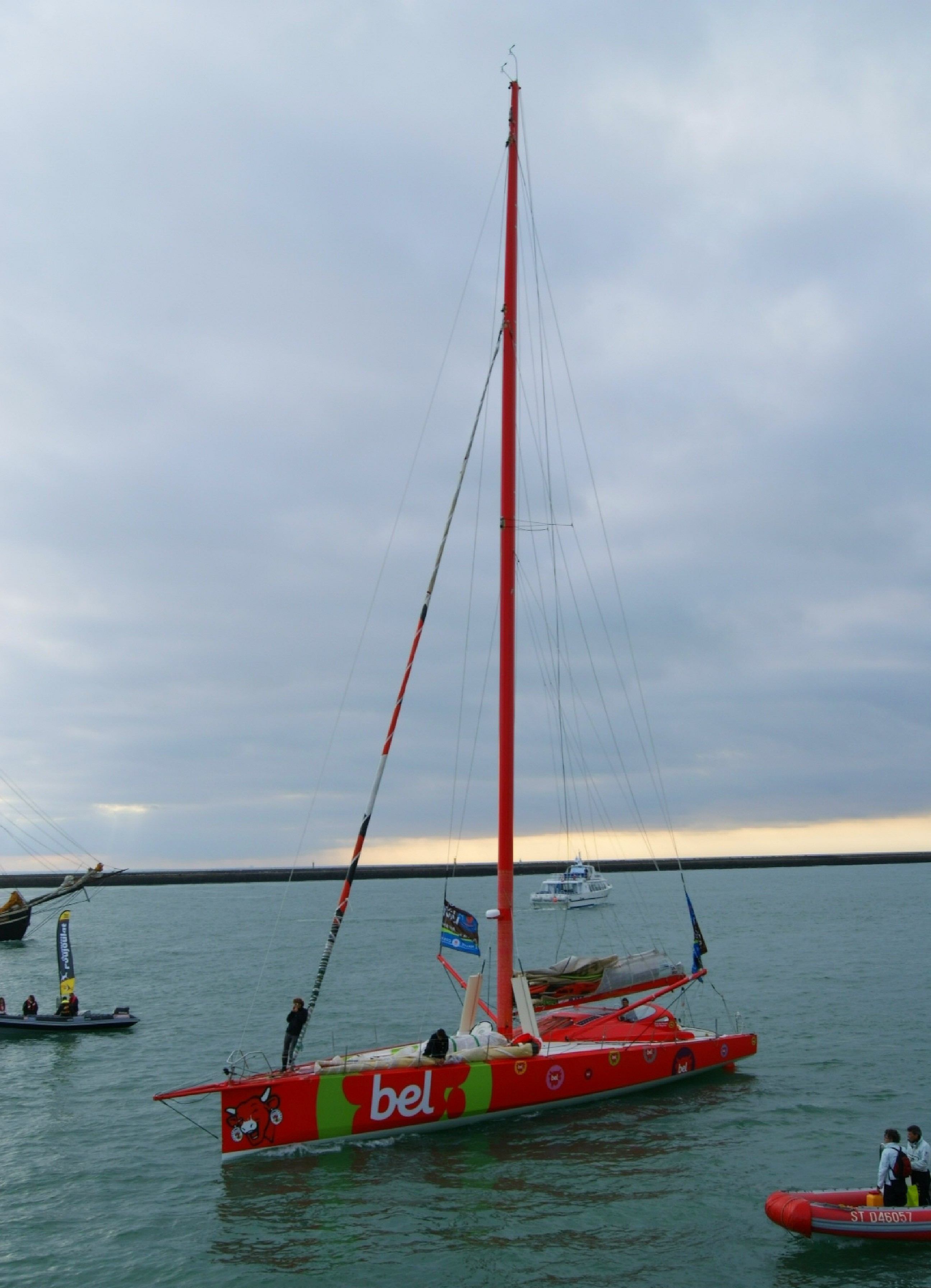
Groupe Bel rentre dans le port du Havre après le prologue de la Transat Jacques Vabre 2011.

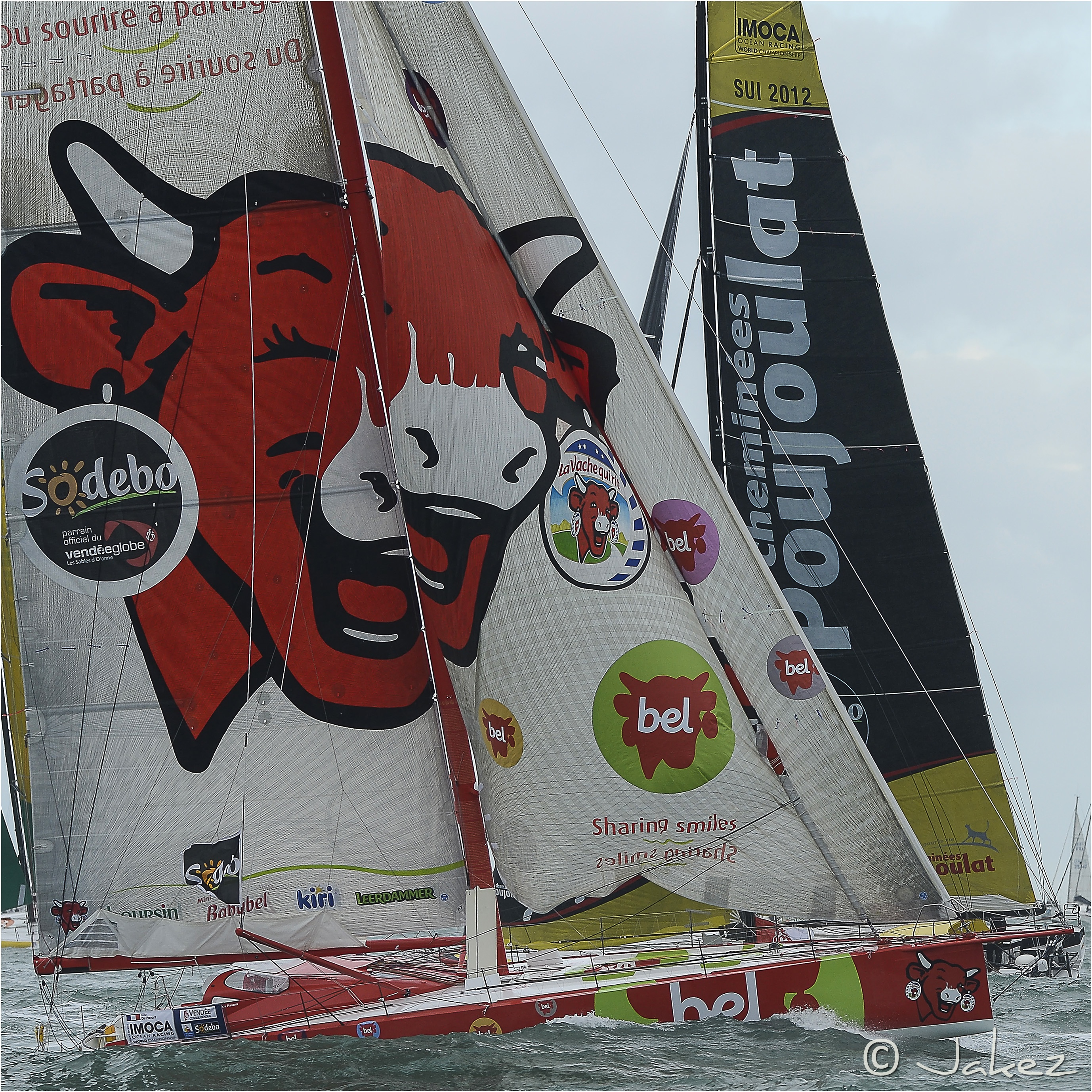
Groupe Bel au départ du Vendée Globe 2012.

Groupe Bel participe sans réussite aux Vendée Globe 2008-2009 et 2012-2013 et avec plus de succès aux Transat Jacques-Vabre 2007, 2009 et 2011.
En février 2014, il est racheté par la société Imagine avec l'objectif de le confier à Armel Tripon pour l'aider à participer au Vendée Globe 2016-2017. On donne d'abord au bateau le nom d'Imagine, puis celui de For Humble Heroes. Sans sponsor, il termine quatrième de la Route du Rhum 2014. La coopération entre la société Imagine et Armel Tripon prend fin le 5 mars 2015, en raison d'un désaccord entre les parties. Armel Tripon communiquera sur cet épisode en évoquant le fait qu'on ait voulu lui imposer le choix d'un co-skipper lourdement handicapé, privé de main et de jambe. Cette version a été infirmée par la société Imagine, qui a choisi de ne pas s'étendre sur le sujet pour respecter le skipper et ne pas entretenir de polémique inutile.
Le 60 pieds est alors loué à l'association Le Souffle du Nord qui le confie à Thomas Ruyant en vue du Vendée Globe 2016-2017, soutenu par un collectif d'entreprises et d'organismes nordistes.

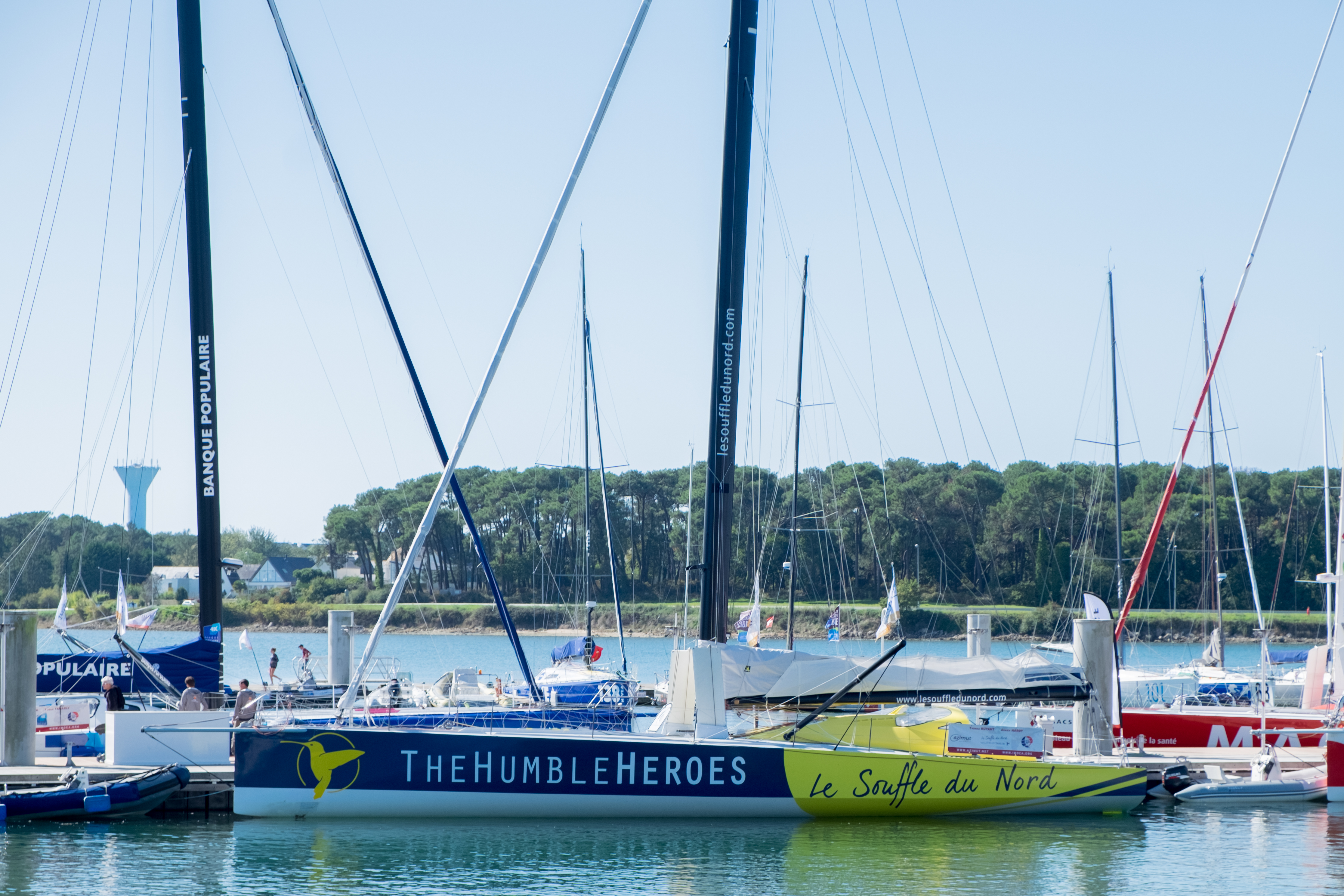
Le Souffle du Nord, à Lorient en 2015.

En 2015, avec le figariste Adrien Hardy en tant que co-skipper, il termine quatrième de la Fastnet Race, et quatrième de la Transat Jacques-Vabre.
Victime d'une collision avec un objet flottant non identifié, le skipper abandonne le Vendée Globe. À l'issue des réparations en Nouvelle-Zélande, le voilier est convoyé jusqu'aux Sables d'Olonne par le skipper Enda O'Coineen qui avait également été contraint à l'abandon lors du précédent Vendée Globe.

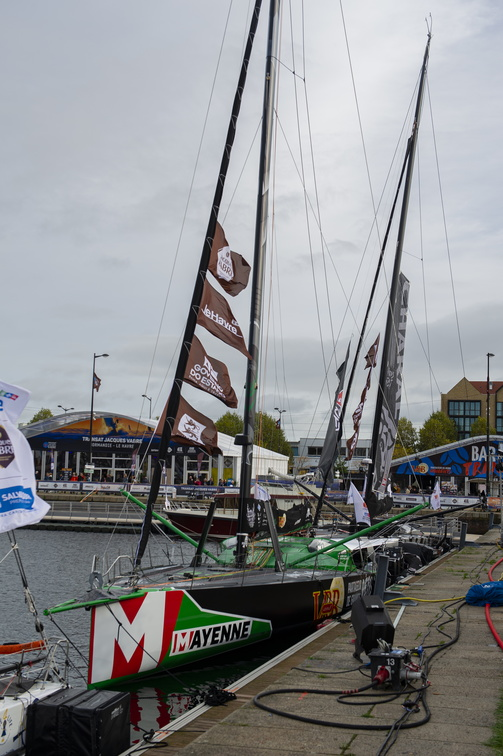
V and B-Mayenne dans le bassin Paul-Vatine du Havre, lors de la Transat Jacques-Vabre 2019.

En 2018, le monocoque prend brièvement les couleurs de Kilcullen Team Ireland, à sa barre, Joan Mulloy et Thomas Ruyant terminent quatrième de la Monaco Global Series.
En 2019 le voilier est racheté par Maxime Sorel, skipper Class40 ayant remporté la Transat Jacques Vabre en 2017, et prend les couleurs de l'entreprise V and B, déjà sponsor du précédent voilier du skipper, rejoint par la suite par le conseil départemental de la Mayenne. Le bateau court alors pour une cause commune Vaincre La Mucoviscidose, dont Maxime Sorel est le parrain national.
Pour la Transat Jacques-Vabre, le skipper prend le départ aux côtés de Guillaume Le Brec, victime d'une avarie peu de temps après le départ de la course, le duo termine à la  seizième place.
Le 30 janvier 2021 à 4 h 50 min 15 s, Maxime Sorel coupe la ligne d'arrivée du Vendée Globe à la 10e place après 82 jours, 14 heures, 30 minutes et 15 secondes de course. Poursuivi par une grosse dépression dans le golfe de Gascogne, Sorel réussit à faire finir pour la première fois un tour du monde à ce bateau et à lui retirer la réputation de « chat noir » qu'il avait chez les circumnavigateurs.

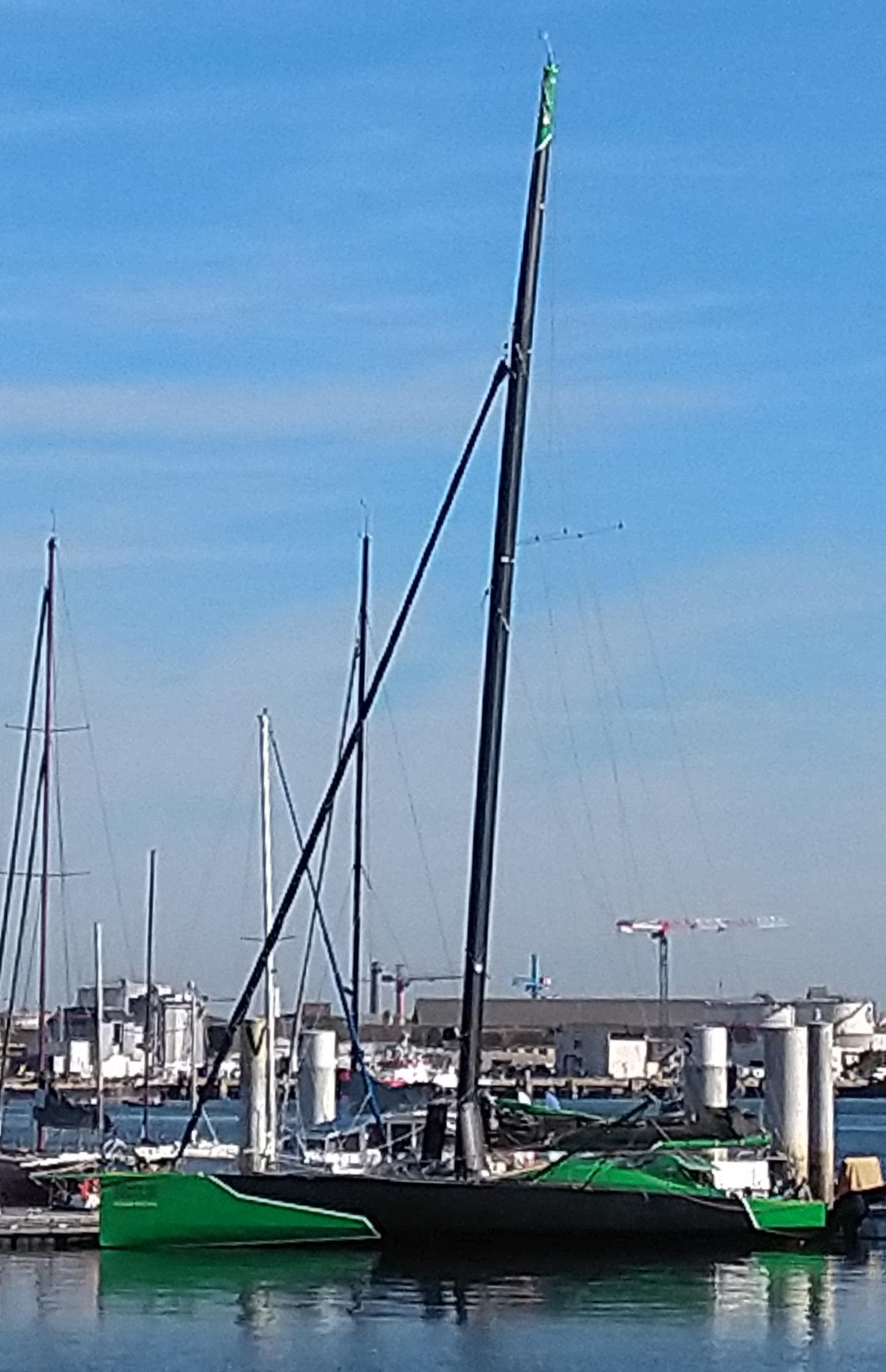
Imagine au Kernevel, en Larmor-Plage, en septembre 2022.

En mars 2022, le bateau est acheté par Conrad Colman. Remis à l'eau le 5 avril, il retrouve l'un de ses noms de 2014 : Imagine. Un mois plus tard, il termine 10e de la Bermudes 1000 Race. En juin, dans la Vendée-Arctique-Les Sables-d'Olonne, il se classe 18e. En septembre, il est 18e sur 24 dans les 48 Heures du Défi Azimut. En novembre, il termine 18e sur 38 Imoca dans la Route du Rhum.
Après la Route du Rhum, une fissure est décelée sur la quille. Cette quille est en carbone et titane, des matériaux qui ne sont plus autorisés sur les quilles des Imoca. Celles-ci doivent être à présent en acier. Or, en raison de la guerre en Ukraine, l'acier sert en priorité à fabriquer des armes. Par conséquent, il faut du temps à Colman pour trouver un bloc de ce métal, puis un usineur capable d'en faire un voile de quille. Une bonne partie de la saison 2023 est donc compromise. Colman met le délai à profit pour mener un gros chantier. L'Imoca est allégé, la structure presque entièrement renforcée. Le système de ballast est simplifié. Une nouvelle casquette protège mieux le cockpit. Ce chantier se termine en septembre 2023. Le bateau est prêt pour le Vendée Globe de l'année suivante. En septembre et octobre, Colman trouve deux sponsors : MS Amlin,, puis Mail Boxes Etc. (en)
Le bateau s'appelle Mail Boxes Etc. dans les deux courses de fin d'année. En novembre, mené par Colman et Fabio Muzzolini, il est 24e sur 40 Imoca dans la Transat Jacques-Vabre,. En décembre, il termine 15e sur 32, et 2e des bateaux à dérives droites, dans le Retour à la Base Fort-de-France-Lorient,.

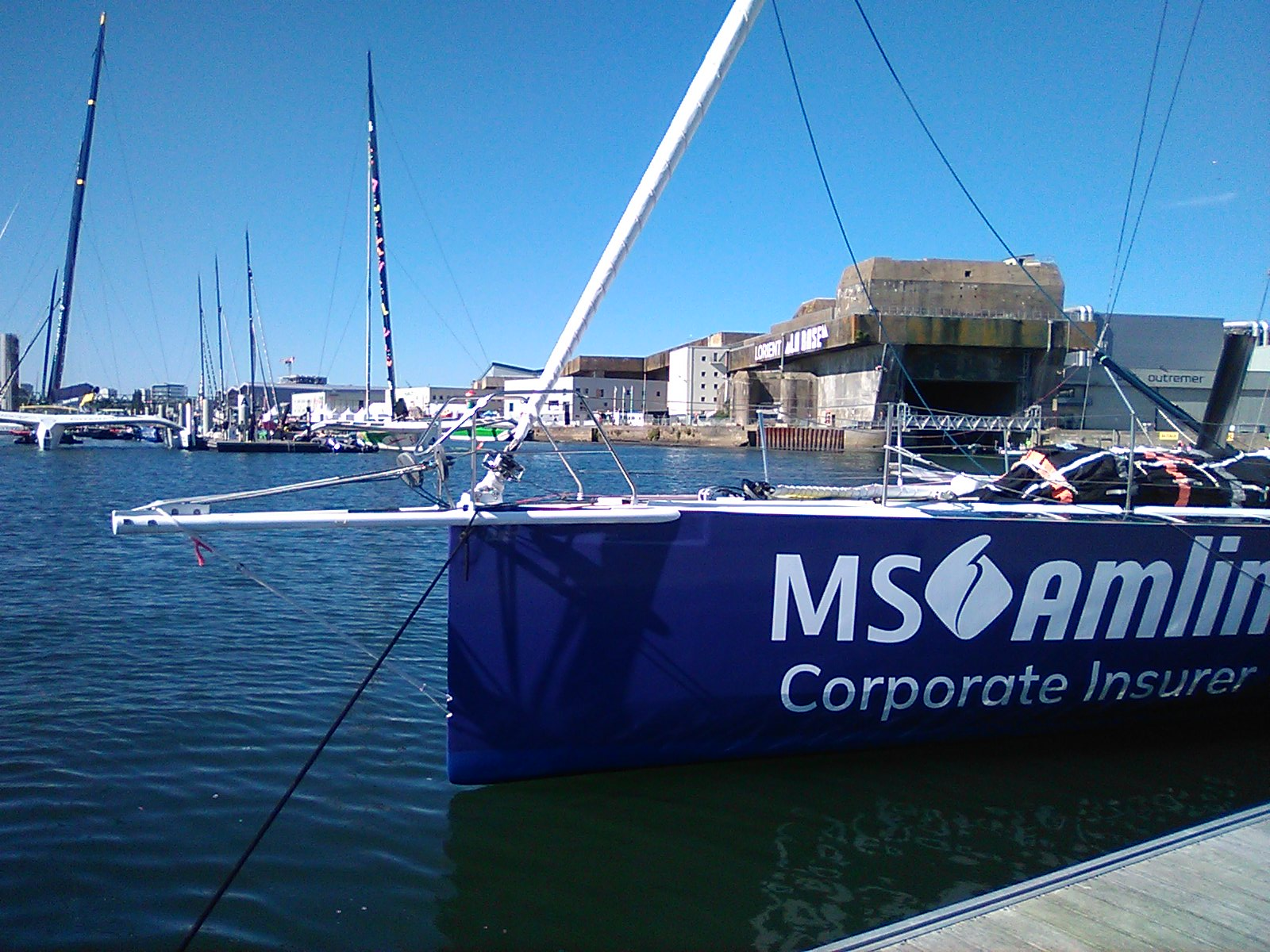
MS Amlin à Lorient pour le Défi Azimut 2024.

En 2024, MS Amlin prolonge son engagement jusqu'à la Transat Jacques-Vabre 2025. Le bateau devient MS Amlin. En juin, il finit 21e sur 28 dans la New York-Vendée-Les Sables-d'Olonne. Cette course est la dernière étape de son parcours qualificatif pour le Vendée Globe. Le bateau et son skipper sont qualifiés. En septembre, MS Amlin termine 15e sur 19 dans les 48 Heures du Défi Azimut.

## Palmarès

### 2007-2013:Groupe Bel- Kito de Pavant
- 2007 : 
  - 6e de la Transat Jacques-Vabre en double avec Sébastien Col
  - 2e de la Transat B to B
- 2008. Vainqueur de la 1000 Milles Brittany Ferries
- 2009 :
  - 2e de l'Istanbul Europa Race
  - 2e de la Transat Jacques-Vabre en double avec François Gabart
- 2011. 5e de la Transat Jacques-Vabre en double avec Yann Régniau
- 2013. Vainqueur du Grand Prix Guyader

### 2014:Imagine- Armel Tripon
- 5e sur 517 du Tour de Belle-Île[2]
- 2e sur 2 Imoca du Trophée SNSM Saint-Nazaire[2]

### 2014:For Humble Heroes- Armel Tripon
- 5e sur 7 des 48 heures du Défi Azimut[2]
- 4e sur 9 Imoca dans la Route du Rhum[2]

### 2015-2017:Le Souffle du Nord- Thomas Ruyant
- 2015 :
  - 4e de la Fastnet Race, en double avec Adrien Hardy
  - 4e de la Transat Jacques-Vabre, en double avec Adrien Hardy
- 2016 :
  - Vainqueur de l'Armen Race en équipage
  - Vainqueur du Record SNSM en équipage

### 2018:Kilcullen Team Ireland- Joan Mulloy
4e de la Monaco Global Series

### 2019-2021:V and B-Mayenne- Maxime Sorel
- 2019 : 
  - 4e du Grand Prix Guyader
  - 5e de la Bermudes 1000 Race
  - 16e de la Transat Jacques-Vabre en double avec Guillaume Le Brec
  - 9e du Défi Azimut

- 2020. 11e de la Vendée-Arctique-Les Sables d'Olonne

- 2021. 10e du Vendée Globe

### 2022.Imagine– Conrad Colman
- 10e sur 24 dans la Bermudes 1000 Race[16]
- 18e sur 25 dans la Vendée-Arctique-Les Sables-d'Olonne[17]
- 18e sur 24 dans les 48 Heures du Défi Azimut[18]
- 18e sur 38 Imoca dans la Route du Rhum[19]

### 2023.Mail Boxes Etc.– Conrad Colman
- 24e sur 40 Imoca dans la Transat Jacques-Vabre, en double avec Fabio Muzzolini, en 15 j 6 h 12 min 5 s[26],[27]
- 14e sur 32 du Retour à la Base, et 2e des bateaux à dérives droites[28],[29], en 11 j 9 h 30 min 42 s

### 2024-2025.MS Amlin– Conrad Colman
- 2024 : 
  - 21e sur 28 de la New York-Vendée[30]
  - 15e sur 19 des 48 Heures du Défi Azimut[32]

- 2025 : 
  - 21e sur 40 du Vendée Globe[33].

## Records
En juin 2009, Kito de Pavant à la barre du monocoque bat le record de la traversée Marseille-Carthage en reliant les deux villes en 45 heures 20 minutes et 29 secondes. En 2013, le skipper bat son propre record en effectuant la traversée en 26 heures et 53 minutes.